# Брене
Брене́ (фр. Bresnay) — коммуна во Франции, находится в регионе Овернь. Департамент коммуны — Алье. Входит в состав кантона Сувиньи. Округ коммуны — Мулен.
Код INSEE коммуны — 03039.

## Население
Население коммуны на 2008 год составляло 394 человека.
| 1962 | 1968 | 1975 | 1982 | 1990 | 1999 | 2008 |
| ---- | ---- | ---- | ---- | ---- | ---- | ---- |
| 405  | 465  | 395  | 407  | 395  | 376  | 394  |

## Экономика
Основу экономики составляет виноградарство.
В 2007 году среди 238 человек в трудоспособном возрасте (15—64 лет) 187 были экономически активными, 51 — неактивными (показатель активности — 78,6 %, в 1999 году было 68,4 %). Из 187 активных работали 176 человек (90 мужчин и 86 женщин), безработных было 11 (5 мужчин и 6 женщин). Среди 51 неактивных 18 человек были учениками или студентами, 21 — пенсионерами, 12 были неактивными по другим причинам.

## Достопримечательности
- Церковь Сен-Бартелеми
- Шато Экосе (XV век). Исторический памятник.

## Фотогалерея

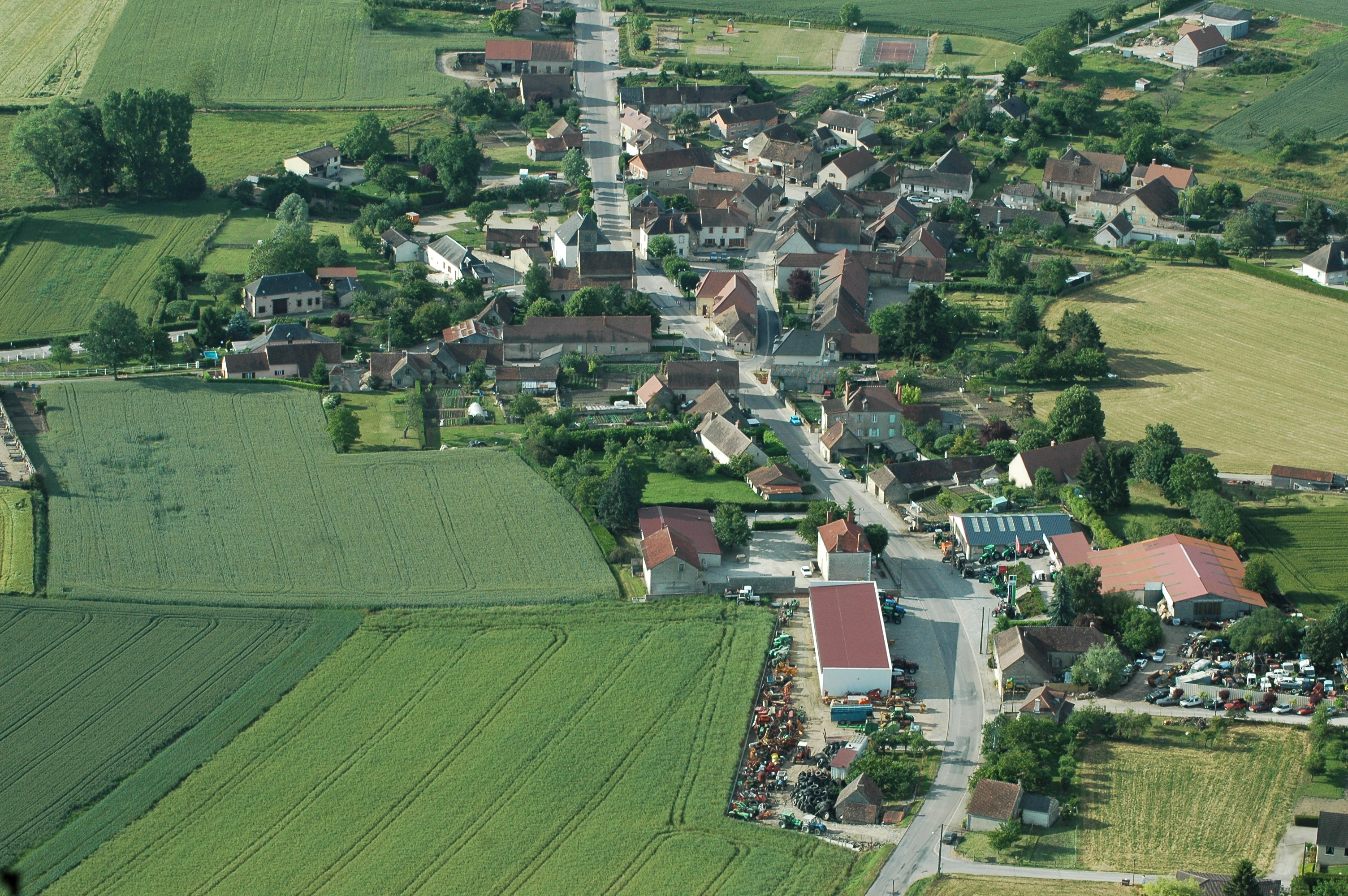
Вид с высоты
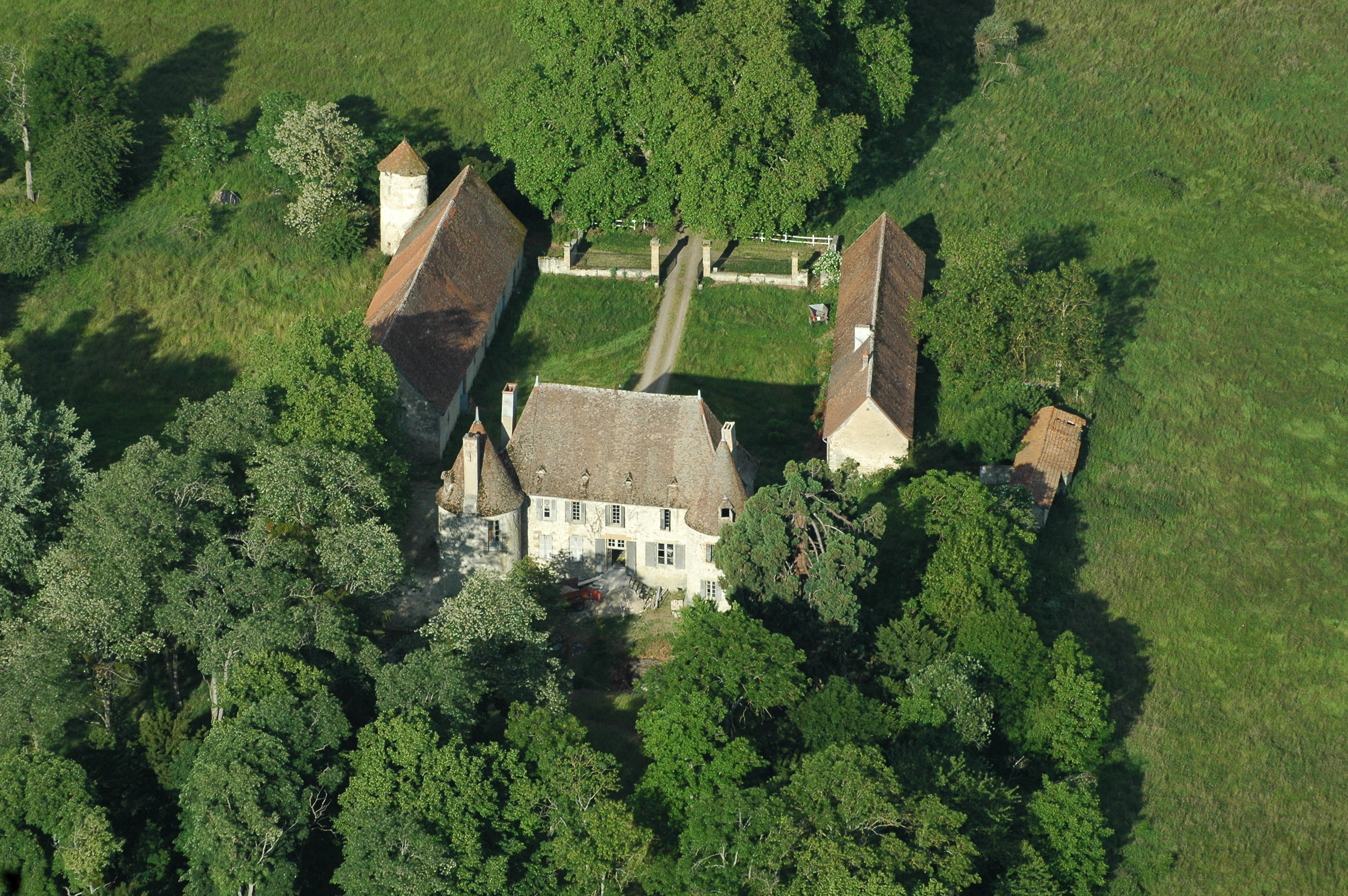
Шато Экосе
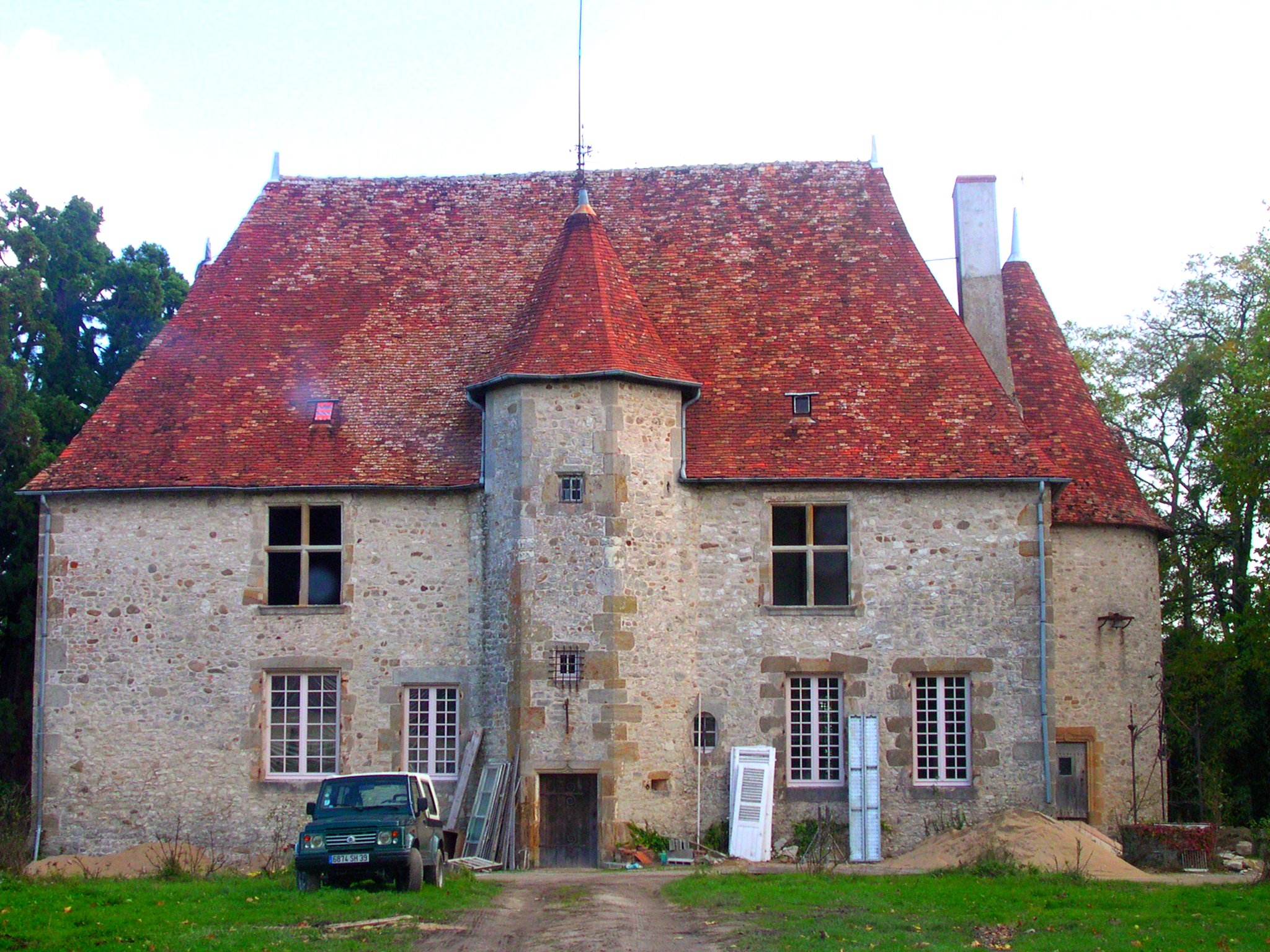
Шато Экосе